# Refrein (stijlmiddel)
Een refrein (soms: ritornel) is dat gedeelte van een gedicht of liedtekst dat letterlijk wordt herhaald. De overige delen van een liedtekst worden de coupletten genoemd.
In sommige liedteksten is het aandeel van het refrein zo groot, dat de coupletten nauwelijks nog opvallen. Het refrein is daardoor vaak bekender dan de rest en mensen onthouden dat makkelijker.
In diverse dichtvormen komen refreinen voor, onder andere in ballades en het refrein.